# ماركوس أوريليو
ماركوس أوريليو (بالبرتغالية: Marcos Aurélio de Oliveira Lima‏) (10 فبراير 1984 في كويابا في البرازيل – )؛ هو لاعب كرة قدم سابق كان يلعب كمهاجم.

## وصلات خارجية
- ماركوس أوريليو على موقع رابطة كرة القدم اليابانية للمحترفين (اليابانية)
- ماركوس أوريليو على موقع دوري كوريا الجنوبية (الإنجليزية)
- ماركوس أوريليو على موقع قاعدة بيانات كرة القدم.إي يو (الإنجليزية)
- ماركوس أوريليو على موقع Soccerway.com (الإنجليزية)
- ماركوس أوريليو على موقع عالم كرة القدم.نت (الإنجليزية)